# Джефф (Кентуккі)
Джефф (англ. Jeff) — переписна місцевість (CDP) в США, в окрузі Перрі штату Кентуккі. Населення — 293 особи (2020).

## Географія
Джефф розташований за координатами 37°12′39″ пн. ш. 83°8′19″ зх. д. / 37.21083° пн. ш. 83.13861° зх. д. (37.210858, -83.138607).  За даними Бюро перепису населення США в 2010 році переписна місцевість мала площу 2,04 км², з яких 1,96 км² — суходіл та 0,08 км² — водойми.

## Демографія
Згідно з переписом 2010 року, у переписній місцевості мешкали 323 особи в 128 домогосподарствах у складі 101 родини. Густота населення становила 158 осіб/км².  Було 149 помешкань (73/км²).
Расовий склад населення:
| - 98,8 % — білих |

До двох чи більше рас належало 0,9 %. Частка іспаномовних становила 1,2 % від усіх жителів.
За віковим діапазоном населення розподілялося таким чином: 20,7 % — особи молодші 18 років, 68,2 % — особи у віці 18—64 років, 11,1 % — особи у віці 65 років та старші. Медіана віку мешканця становила 43,6 року. На 100 осіб жіночої статі у переписній місцевості припадало 94,6 чоловіків;  на 100 жінок у віці від 18 років та старших — 96,9 чоловіків також старших 18 років.
Цивільне працевлаштоване населення становило 76 осіб. Основні галузі зайнятості: сільське господарство, лісництво, риболовля — 32,9 %, освіта, охорона здоров'я та соціальна допомога — 26,3 %, транспорт — 11,8 %, фінанси, страхування та нерухомість — 10,5 %.